# 戸倉ハル
戸倉 ハル（とくら ハル、1896年11月9日 - 1968年9月16日）は、日本の教育者。お茶の水女子大学名誉教授。香川県仲多度郡南村（現・丸亀市）出身。専門分野は女子体育と幼児教育で、「学校ダンスの第一人者」と呼ばれた。レコードなどに残したオリジナルのダンス用の楽曲はおよそ800曲に及び、教え子によって広められた戸倉のダンスは日本各地の学校で伝統として継承されている。

## 経歴

### 生誕から学生時代（1896-1918）
1896年（明治29年）11月9日に、香川県仲多度郡南村 田村（現・丸亀市田村町）にて父・戸倉宇吉、母・戸倉エイの長女として生まれた。戸倉家は代々、村長を務めてきた家系で、戸倉は父母・祖父母の愛を一身に受けてのびのびと育った。毎日のようにお伽話を聞いて育ち、特に浦島太郎や桃太郎が思い出に残ったと後年に語っている。5歳の時に妹のナツが生まれ、以後生涯仲の良い姉妹関係が続いた。学齢期になると、近くの小学校（現・丸亀市立城南小学校）に進学し、遠方に丸亀城や飯野山（讃岐富士）を望む豊かな自然の中で少女時代を過ごした。後の戸倉の作品に登場する「故郷」のイメージは、この頃に胸に刻まれた風景であった。小学校卒業後、香川県丸亀高等女学校（丸亀高女、現・香川県立丸亀高等学校）補習科に進学した。勉強熱心で教師から可愛がられ、帰宅が遅くなると父が提灯を持って迎えに来るほど大事にされていた。当の戸倉は何度も父が迎えに来ることに嫌気が差し、帰路で迎えの父と出会っても知らんぷりして早足で帰宅したという。
1915年（大正4年）3月、丸亀高女を卒業し、同年4月に東京女子高等師範学校（東京女高師、現・お茶の水女子大学）附設の第六臨時教員養成所（第六臨教）家事科第一部に進学した。家事科には第一部と第二部があり、戸倉が入学した第一部は、第二部よりも体操や音楽の授業が多いという特色があった。ここで永井道明から合理体操、跳び箱・平行棒・肋木・梯子を使った体操を、二階堂トクヨから器械体操、ダンス、スウェーデン体操を学んだ。特に夜まで厳しい指導を受けた二階堂の授業が強い印象を与え、二階堂から教わった「三人遊び」などのダンスは、生涯戸倉の中に生き続けた。とは言え、所属はあくまでも「家事科」なので、専門的に学んだのは家事科が中心であった。1918年（大正7年）3月、修身・家事・体操の教員免許を取得して卒業した。

### 高知師範教師から学生復帰（1918-1924）
1918年（大正7年）4月、高知県師範学校（高知師範、現・高知大学教育学部）の教諭兼舎監に着任した。当時21歳であった戸倉は、袴姿に編み上げの靴を履いて颯爽と歩いていたことから注目を浴び、セーラー服にブルマーを身に着けて体操の授業を行い、女学生の憧れの的となった。生徒は戸倉の服装をまねただけでなく、戸倉のような体操教師になろうと戸倉の母校・東京女高師を目指す者も出現した。この頃の教え子に村上繁・河井富美恵がいる。
高知師範で教えたのは、恩師・二階堂直伝の新しい体操やダンスで、指導力の高さから高知県各地より講習会の依頼が届き、土日も休まず体操指導に明け暮れた。戸倉が課した体操は、当時の女子体育の相場からは考えられないほどのハードな運動量であったという。この頃の高知師範は、当時の日本国内では珍しい男女共学であったため、戸倉の活躍に男子体育担当の山本芳松らが発奮し、後に日本体育界を代表する宮畑虎彦、鶴岡英吉、今村嘉雄らを輩出した。
1922年（大正11年）4月、もう一度専門的に体操科を学び、自信を持って指導したいという思いから、高知師範を辞して東京女高師研究科に入学した。東京女高師に戻った時、永井はまだ在籍していたが、二階堂は永井と対立して東京女高師を退職し、二階堂体操塾（現・日本女子体育大学）を創立したところであった。2人の恩師の対立に心を痛めた一方で、温順な性格から、どちらに対しても学生であるという姿勢を取った。戸倉は永井に同行して「学校体操教授要目」の普及活動を手伝い、永井を守るように援助したことから、永井から「唯一の愛弟子」と見なされた。
研究科では、友人と帝国劇場へアンナ・パヴロワの「瀕死の白鳥」の公演を見に行って感銘を受けたり、ワルター・ブラントから動物の模倣体操を習ったりした。ここで永井から幼児の体育を研究することを勧められ、卒業論文「子供のダンス」を書き上げて1924年（大正13年）3月に修了した。

### 第六高女とダンス研究（1924-1933）
東京女高師研究科の卒業後、1924年（大正13年）4月に東京府立第六高等女学校（第六高女、現・東京都立三田高等学校）へ赴任し四谷の酒屋での下宿生活を開始した。第六高女の校長・丸山丈作は体育に理解があり、施設整備に力を入れていたため、新しい体育館で授業を行うことができた。戸倉は自ら作成した教科書で授業を行い、徒歩の奨励、正しい姿勢の維持、健康管理などを行い、ダンスの授業では二階堂から教わったメイポールダンスや自身の創作ダンスを教えた。冬季には雪国でスキー実習を行ったが、この時は現地の人が教師となり、戸倉は生徒に交じって転びながらスキーをしたという。1926年（大正15年）からは二階堂体操塾より改名した日本女子体育専門学校で非常勤講師を務めることになり、二階堂との交流を再開した。
第六高女の教員生活の傍ら、ダンス研究を本格化させていき、1925年（大正14年）7月25日・7月26日の両日、日本幼稚園協会主催の講習会（東京女高師）にて270人の参加者の前で、創作ダンス「ゆうやけこやけ」、「しゃぼんだま」など計9作品を披露した。この時、伴奏を手掛けたのは第六高女の同僚・小林つや江で、以後小林との合作による作品が多数生まれることになる。またこの講習会に出席していた倉橋惣三（当時、東京女高師助教授兼附属幼稚園主事）から激励されたことで、幼児のダンスを追究する決意を固めた。1927年（昭和2年）、白金台に引っ越し、初の著書『唱歌遊戯』（NCID BA35946079）を出版した。同書の序文は永井が寄稿し、戸倉の研鑽をたたえる内容となっている。月刊誌『幼児の教育』にたびたび記事を掲載するようになるのもこの頃で、土川五郎とともに代表的な著者となった。土川は「童謡遊戯」の研究者であり、2人は舞踊愛好家を囲んだ交流会を開くようになった。この交流会は昭和初期には毎週行われるようになり、体育ダンスの荒木直範・渋井二夫、日本体育専門学校（現・日本体育大学）の赤間雅彦・加藤孝吾・沢山駒次郎、女子体育家の藤村トヨ・伊沢ヱイ姉妹、美濃部タカ、二階堂トクヨらが出席していた。交流会を通して様々なダンスに触れ、後の戸倉独特の創作ダンスへと繋がっていくのであった。

### 母校の教師（1933-1962）

#### ダンスを守る闘い（1933-1945）
1933年（昭和8年）4月、東京女高師に助教授として迎え入れられた。永井は既に東京女高師を去っており、体育教官には宮田覚造や三浦ヒロがいた。特に三浦の「表現内容を考えながらまとめていく」という独自のダンス教授法は、戸倉に新たな刺激を与えた。1935年（昭和10年）には宮田と三浦が相次いで退職し、後任に佐々木等が赴任、翌1936年（昭和11年）には竹之下休蔵も着任した。戸倉・佐々木・竹之下の新体制になった体育教官室では、それまで第六臨教にしかなかった体操教員養成課程を東京女高師本科にも設置することを画策し、1937年（昭和12年）に文科・理科・家事科と並ぶ第4の学科として体育科を設置した。師の二階堂はこれを祝して両手に花束を抱え、久しぶりに東京女高師に来校した。体育教官室では体育科の設置以外にも女子体育振興会の設立（1936年=昭和11年）、月刊誌『女子と子供の体育』の発行（1936年=昭和11年）、上野松坂屋での女子体育展覧会の開催（1937年=昭和12年）など先進的な女子体育の振興活動を展開した。1938年（昭和13年）、教授に昇任する。この頃の教え子に戦後の学校ダンスをリードした松本千代栄、2代目ラジオ体操指導者の上貞良江がいる。
1936年（昭和11年）の「学校体操教授要目」改正作業において、大谷武一、佐々木等らと並んで、女性として唯一の審議員入りを果たした。徐々に戦争が近付いている社会情勢の中、唱歌遊戯・行進遊戯（どちらもダンスの1種）が要目から削除されるのを阻止し、唱歌遊戯が尋常小学校1年から高等女学校まですべての教育課程で採用されたのは、戸倉の業績である。
しかし太平洋戦争が1941年（昭和16年）に開戦すると、敵性語排除の風潮でダンスの要目からの削除が再検討された。戸倉はダンスによるリズム感覚や詩情・感情育成の効用を、多数の作品を示しながら訴え、何とか要目の中に残すことができた。ダンスは小学3年生まで唱歌遊戯のまま守られ、女学校では「音楽運動」という名前になり、教材には『愛国行進曲』、『軍艦行進曲』など軍国主義的な作品を導入し、ダンス用語を逐一漢字語に置き換えていった。この間、1941年（昭和16年）に勲六等瑞宝章を受章、1942年（昭和17年）10月に大日本婦人会の会歌制定時に、振り付けを担当した。
1944年（昭和19年）秋、女子挺身勤労令により、戸倉は学生らとともに群馬県へ送られ、農村での勤労奉仕に従事した。畑仕事がうまくできないと嘆く学生に、戸倉は「学生は勉強するのが本分なのだから、仕方がないんだよ。そのうちまた勉強ができるようになるからがまんしなさい。」と声をかけ、優しく励ましたという。

#### 民主化と国際交流（1945-1962）
第二次世界大戦終結後、アメリカ教育使節団報告書が発表され、従来の体錬科は「健康生活の確立」に向けた「体育科」に改められ、学校体育研究委員会が1946年（昭和21年）に発足した。この委員に戸倉も選ばれ、竹之下休蔵が委員長を務めた。委員会では「音楽運動」に代わって「ダンス」という名称を採用することを決定し、「学校体育指導要綱」を1947年（昭和22年）に発表した。
東京女高師はお茶の水女子大学（お茶大）の付置校として生まれ変わり、1949年（昭和24年）に東京女高師教授と兼任でお茶大助教授に就任した。東京女高師体育科はお茶大教育学部教育学科体育学専攻に改組し、学科から専攻へと格下げとなったことに戸倉はショックを受けた。1955年（昭和30年）にお茶大教授に昇任し、1962年（昭和37年）3月に定年退官するまで勤務した。学外では大学設置審議会臨時委員（1952年=昭和27年）、文部省スポーツ振興審議会委員（1957年=昭和32年）、東京都体育審議会委員（1963年=昭和38年）などを務めた。この時期にも創作ダンスを生み出し続けたが、文部省の方針は生徒が自らダンスを創作するという流れになっており、戸倉の作品は「参考作品」として扱われた。
1953年（昭和28年）、文部省の派遣により、フランス・パリで開催された第2回国際女子体育会議に出席した。ここでドロシー・エインズワース（Dorothy Sears Ainsworth）会長ら多くの女子体育家と知り合い、イタリア・スイス・オランダ・フランス・西ドイツ・デンマーク・スウェーデン・フィンランド・イギリス・アメリカを歴訪して欧米の体育の状況を視察し、日本に帰国した。同年、一宮道子とともに国際体操連盟総会（オランダ・ロッテルダム）に日本代表として出席した。翌1954年（昭和29年）6月19日にお茶大で日本女子体育連盟を発足させ、8月5日に第1回日本女子体育連盟総会を開催した。1955年（昭和30年）に役員を選出、戸倉が会長に就任した。一方、1957年（昭和32年）第3回国際女子体育会議（イギリス・ロンドン）、1961年（昭和36年）第4回会議（アメリカ・ワシントン）にも連続参加した。

### 晩年（1962-1968）
1962年（昭和37年）にお茶大を退官した戸倉は、直ちに日本女子体育短期大学の教授に着任した。長らく非常勤講師として勤務してきた恩師・二階堂が設立した学校で正規の教員となった戸倉は、学校法人二階堂学園に4年制大学を作る「二階堂学園大学設置期成会」の会長に推挙され、資金調達、関係団体との折衝、校地買収と校舎建設、教具整備に陣頭指揮を執り、教授陣の招聘（しょうへい）に辣腕を振るった。1965年（昭和40年）4月1日に日本女子体育大学（日女体）が開学する と、その教授に就任した。日女体でもダンスの創作意欲が尽きることはなく、作品は最高の境地に達した。
この間、1964年（昭和39年）東京オリンピックの開会式では戸倉が集団演技の全体指導を担当した。1965年（昭和40年）には西ドイツ・ケルンの第5回国際女子体育会議に出席し、次の第6回大会（1969年）を東京に誘致した。またこの時、国際女子体育連盟の副会長に就任した。1966年（昭和41年）、エインズワース元会長とディエム会長が来日し、国際女子会議東京大会の主題案を提示したが、戸倉と準備委員会のメンバーは日本が誇りうる領域を主題にしたいと「体育の伝統と現代の形式」（Traditional and Modern Forms of Physical Education）を提案して認めさせた。1967年（昭和42年）夏、永年講師を務めてきた日本幼稚園協会の講習会で最後の指導を行った。
1968年（昭和43年）9月16日午後9時59分、十二指腸潰瘍のため東京大学医学部附属病院で逝去した。71歳没。葬儀は9月19日に大塚の自宅で密葬にて執り行われ、9月21日に日女
体の大学葬が営まれた。死後、従三位に叙し、勲三等宝冠章を授与された。生前、友人に求められて次のような心情を綴った。
| 「 | 生くべきは、 まさにかくこそ、 生くべけれ、 広野の末にも もゆる太陽 | 」 |

戸倉の急逝を受けて、日本女子体育連盟は松本千代栄を次の会長に選出し、松本会長の下で第6回国際女子体育会議東京大会を開催した。会議のプログラムには「日本における学校ダンスの歩み―戸倉ハル先生を偲んで―」というテーマが掲げられ、幼児から大学生まで100人超がレクチャーとデモンストレーションにより戸倉の業績と人となりを世界に発信した。
戸倉の蔵書364冊は、故郷に住む戸倉の親族によって丸亀市立図書館へ寄贈された。また母校の城南小では、総合的な学習の時間で5年生が戸倉について学習したことをきっかけに、2005年（平成17年）3月に運動場の南東角に戸倉の顕彰碑が建立された。

## 人物
普段は常に笑みを浮かべた温和な人物であった。一方では内に秘めた芯の強さを持ち合わせており、その強さは戦中のダンスを守る闘いで発揮された。創作にはひたむきかつ純粋に臨み、ピアノ伴奏の1音のミスや踊り手の一挙手一投足のミスさえ許さない姿勢で、雑音のない洗練を理想とした。
他人への配慮を欠かさない人物で、地方の講習会へ同行した及川ふみは、列車に乗れば座席や荷物、宿に着けば部屋・食事・風呂と事細かに気を配られたと追悼文に記している。移動する車内ではよく母親の話をしていたといい、親を大切にしなければと語っていた。その話の合間には詩集を読んでいた。
米飯が好物で、田園風景を眺めながら、「私の一年中食べるお米が田圃の広さにすればどの位の大きさかな」とつぶやいたことがある。

### 戸倉と松本千代栄
戸倉は丸亀高女で、松本千代栄の母が担当する家事の授業を受けた。1930年（昭和5年）夏、別府温泉で戸倉と松本の母は偶然に再会し、当時小学4年生だった松本はここで初めて戸倉と出会った。その後、東京女高師に進学した松本は戸倉から指導を受け、同じダンスの道に進むことになる。
松本と戸倉が深く関わるようになるのは、松本の東京女高師研究科進学（1943年=昭和18年）以降である。入学してすぐ、松本は戸倉の講習会助手として同行し、札幌から東京・下関・釜山を経て満州国の新京までの長旅を経験した。帰国後の東京は空爆の連続であったが、戸倉は空襲警報が解除となるとすぐに防空壕を飛び出して教授要目にダンスを残す研究を開始したという。
学校体育指導要綱の委員として活動中、松本は理解者が少なくて悩んでいたところ、「私は二階堂先生に私淑したが、同じにはやらなかった。松本君も自分の思うようにやれよ」と声をかけ、松本を激励した。また学習指導要領の作成中には「もし納得できなかったら席を蹴って帰って来い」と、戦中の自身の経験を踏まえて助言した。

## 理論と業績

### ダンス
戸倉のダンス観・指導観は、研究者・教育者・教授要目の委員としての立場から、時代の要求を反映したものであった一方、自然・動物・人間に深い愛情を持ち、本来の姿を洞察しようとする独自の考えを反映したものでもあった。自身の生活態度から自然に生徒を導くという考えを持っていたため、戸倉本人はダンス理論についてあまり多くを語らなかった。
戸倉は二階堂からダンスを学んだが、二階堂と全く同じ考えだったわけではないと自ら語っている。二階堂のダンスが体格の改善を意図したものであったのに対し、戸倉のダンスは心身の教育を意図したものであった。一方、戸倉は「心を込めて踊ること」ができる振り付けのために「視線」を重視したが、視線を大事にする考え方は二階堂から学んだものである。
時代や対象を超えて一貫して用いられたダンス表現に「優美さ」が挙げられる。戸倉の言う優美さとは、ゆがみやずれのない、体の中心に常に重心が保たれる状態を指し、指導法の中に繰り返し用いた言葉である。現代のダンスは身体の限界に挑戦するような動きを特徴としているが、戸倉のダンスは当世の日本社会の雰囲気を反映して、慎み深く洗練された捨象の美を特徴としていた。

#### 唱歌遊戯・行進遊戯の時代
当時の『学校体操教授要目』では、ダンスは「唱歌遊戯及行進遊戯」として扱われ、体操の授業で採用されていた。この時期は、まず教材作りとして創作ダンスを生み出していた。最初の著書『唱歌遊戯』には、文部省唱歌のほか、『どこかで春が』や『シャボン玉』などの愛唱歌をダンスにしたものを14種類収録している。この本の中では、「歌詞の意味に沿った自然な動作を行わせる」という戸倉の基本的なダンス観が既に表れている。1931年（昭和6年）の『学校ダンス』では教材作りから一歩前進して教材の選択、教授上の注意と教授法、基本歩法など多岐に言及している。生徒の心身の発達を考慮すること、想像の余地を残して教授することなどの記述があり、大正自由教育の流れを汲んでいることが窺える。
戸倉が改正作業に参加した1936年（昭和11年）の教授要目では、「唱歌遊戯及行進遊戯」は基本練習、唱歌遊戯、行進遊戯の3つの領域に分けられ、基本練習では基本歩法・基本態勢・応用態勢、唱歌遊戯では『荒城の月』、『寧楽の都』などの日本の楽曲を使ったダンス、行進遊戯ではポルカセリーズ、カドリーユなどの西洋のダンスが採用された。この教授要目で初めて採用された基本練習は、邦正美による学校ダンス批判を受けて、その欠陥を補おうと戸倉が追加したものである。基本練習の導入により、それまでの静的・模倣的な表現術に躍動的・リズミカルな技術が加わり、表現の幅が拡大することになった。改正時、「体育ダンスは芸術か体育か?」という議論がなされたが、女子には鍛練的な教材はそれほど採用されなかった。バレエの手足の訓練を基礎に置いており、情操陶冶を目指す教材に特色がある。
小学校から高等女学校まで採用された「唱歌遊戯及行進遊戯」は他の体操科教材と異なり音楽を伴った運動であり、選択する楽曲は児童生徒の発達に応じて変えるべきとした。旋律の美しさを重視して選曲し、幼児・児童対象のダンスは軽快さや明るさを、生徒対象のダンスは哀調を帯びたものを用いることで発達の差を付けている。ダンス表現でも、幼児・児童のダンスより生徒のダンスの方が可動性が高められている。一方、「落葉の踊」などは内容を易しくすれば尋常小学校1年生でも教材として扱えるし、高度化すれば高等女学校での採用にも耐えうるとしている。

#### 音楽運動の時代
この時期の学校ダンスは、「音楽運動」として何とか命脈を保った。空襲警報が鳴り響き、東京女高師にも焼夷弾が落とされるような緊迫した中で、戸倉は教授要目にダンスを残すために研究を続けた。戸倉がテーマを提示し、生徒が踊って見せ、これを修正していくという手法で教授要目に残すダンスとして音楽運動の教材作りを進めた。要目改正の委員会では、毎回のようにダンスに反対する意見が出され、戸倉は子供の発達にリズム・感情の育成がいかに重要か涙ながらに訴えた。
ある時、東京女高師体育館に陸軍の軍人がずらりと並び、戸倉の教え子は『くろがねの力』を踊って見せた。これは陸軍による教材の検閲だったとみられる。でき上がった教材は、スウェーデンのフォークダンス「ブレッキング」を改作した「こまの動き」や、『海ゆかば』や『愛国行進曲』に振り付けを施したものであった。またダンス用語の和訳に努め、一拍跳歩（スキップ）、追歩（フォローステップ）、振脚跳歩（マズルカステップ）などの訳語を作った。
音楽運動は従来の「唱歌遊戯及行進遊戯」と比較すると、基本練習を重視するものであり、動作の美や情緒の美的表現は圧縮された。戸倉は基本歩法・基本態勢・応用態勢から成る基本練習を強調することで、歩法と結合した上体運動としてダンスを残したのである。結果的に音楽運動は、時代の雰囲気に則した、「伴奏つきの体操」という程度の無味乾燥なダンスになったが、戸倉の脳裏にはリズムに合わせて楽しく踊る子供たちの姿があった。

#### ダンスの時代
昭和30年代（1955年 - 1964年）までの日本で行われていた学校ダンスには3つの系統があり、戸倉の創作ダンスは「方舞」と呼ばれる鹿鳴館以来のスクウェアダンス系と明治時代後期に導入されたファーストダンスと並ぶ主要なダンスの系統であり、公立・私立を問わず、広く中学校・高等学校で採用されていた。しかし、邦正美が従来のダンスの在り方を批判し、学校ダンスの先頭にいた戸倉は批判の矢面に立たされた。邦の理論は学校ダンス界を席巻し、戸倉も一応は認めたものの、あくまでもダンスは学校教育の一環という持説を曲げることはなかった。例えば、『荒城の月』のような感傷的・無常感を帯びた作品をダンスに仕立てる際に明るい希望を持って終わらせているものがいくつかあり、教育者としての戸倉の姿勢を窺うことができる。
戦後のダンスの「創作」は自由主義を基調とした創作であり、文部省は既存の作品を取り上げるのではなく、生徒が自分たちで創り上げたダンスを行う、という方針で進めようとしていた。このため、戸倉が発表した創作ダンスはいつしか「参考作品」と呼ばれるようになり、このことに不満を漏らしたことがある。
戸倉は、文章を書くのに多読が必要なように、絵を描くのに模写が大事なように、創作ダンスをするにもまずは模倣が大事との考えから、基本動作を重視した作品を作り続けた。戦前の規制から解き放たれたこの頃の作品に、「乙女の祈り」、「荒城の月変奏曲」、「花」などがある。作曲では服部正と組むことが多く、2拍子や4拍子が多いダンスに3拍子を持ち込むという独特の感性を持っていた。服部は「形式をかりて、女性に美しさを授けようとしておられるのだと思った」と語っている。
基本重視の戸倉のダンスは、導入教材として価値が高く、日本の学校ダンスに深く根を下ろすことになる。

#### 現代への継承
戸倉のダンスは、お茶大や日女体の卒業生が勤務校で指導し、後任教師は彼女らから指導法や作品を教わり、学校の伝統として継承していった。戸倉のダンスが日本全国に広まったのは、『みのり』、『田毎の月』などの作品が緩和な運動で品位があり、運動会に華を添えるものとして受容されたことや、ダンスの基本要素を含み、教材としての価値が高かったことが理由である。永野順子と安広美智子は2010年（平成22年）現在の「伝統のダンス」の継承状況を関東地方の8校で調査したところ、東京女学館、北鎌倉女子学園、横浜雙葉、桜蔭、豊島岡女子学園の5校で戸倉のダンスを継承し、普段の授業や運動会で踊っていた。
ほかにも聖園女学院中学校・高等学校が1948年（昭和23年）以来、戸倉が振り付けした『ファウスト』を文化祭のメインとして継承し、栃木県立真岡女子高等学校では1965年（昭和40年）頃より戸倉のダンスに若干のアレンジを加えた『荒城の月幻想』を体育祭で伝統として継承している。日女体舞踊部は、部の紹介で戸倉のダンスを継承していると記している。

### 集団ダンス・マスゲーム
戸倉は個人や少人数集団のためのダンスだけでなく、大集団のためのダンスも数多く手掛け、踊りを楽しむフォークダンスを紹介した。戸倉は大集団のダンスについて、「菜の花のように踊る」と表現しており、個々人が目立つようなダンスではなく、集団が心を1つにしたダンスを志向した。マスゲームの作品制作は1950年（昭和25年）以降活発化し、題材としては花・水・春を好んで採用した。所作としては、ステップを多用した柔らかな動きと円をどこかに取り入れるという特徴がある。マスゲームに使用した楽曲の3分の2は日本人の作曲によるもので、日本人の心を大事にした戸倉の性格が反映されている。
戸倉のマスゲーム作品は、1950年（昭和25年）以前、1951年（昭和26年）から1960年（昭和35年）、1961年（昭和36年）以降の3期に分けることができる。
1950年（昭和25年）以前
「総てが団体的に表現されていることを認識させる」ことを基調にしており、協同の精神を養うことを目的にするなど、当時の世相を反映した教育観を持って創作された。作品数は極端に少ないが、代表作『田毎の月』の完成度は高く、以降の作品の基礎となった。1940年（昭和15年）には、戸倉が作詞した『国民奉祝歌二千六百年』を、陸軍軍楽隊を従えて戸倉の指揮で東京女高師の生徒全員で踊る写真が残っている。
1951年（昭和26年）から1960年（昭和35年）
この頃は戦後混乱期を脱し、日本人の心の余裕が出てきた時期であり、国民体育大会の開始や日本体操祭の復活があり、大会に華を添えるマスゲームがもてはやされた。花や水といった自然と季節をテーマとした作品が多く、民謡をグラウンドで踊るのに適するようにアレンジしたものも用い、マスゲーム用の振り付けを施した。
1961年（昭和36年）以降
この頃は東京オリンピック（1964年=昭和39年）を機に国際大会のためのマスゲームが盛んとなった時期であり、世界の人に「より日本的なものを見せたい」という思いから様々な角度からマスゲームを研究して作品を発表した。代表作『六段によせて「春を想う」』は、桜と扇をテーマにした作品で、日本国内外の関係者から称賛された。また歴史への興味から、古に思いを馳せた作品も発表している。

### 幼児教育
大正から昭和戦前期の幼児教育は、倉橋惣三の東京女高師附属幼稚園での実践が世の中を席巻し、幼児の唱歌遊戯・行進遊戯については戸倉の創作したものが多く採用された。しかしながら戸倉の幼児教育に関する学術研究はダンス研究と比べるとあまり進んでいない。また作品は数多く残しているものの、論説は数えるほどしか執筆していない。
戸倉が幼児教育に興味を持つきっかけは、東京女高師研究科に在籍中、永井道明から幼児の体育の研究を勧められたことである。永井は一般に、スウェーデン体操中心の人物だと思われているが、戸倉は永井から幼児向けの「くつ屋さん」、「たこあげ」を教わったという。また研究科時代にワルター・ブラントから習った「動物の模倣体操」からも影響を受けている。その傍証として、「ねこの体操」、「くまちゃん体操」など動物の動きをまねた作品を多く創作していることが挙げられる。また他の幼児向けダンスでも「餌を鯉に投げ与えた様子」など模倣表現を多用し、すべての作品でイメージと動きが明示されている。幼児向けの初期作品は、体幹をほとんど変化させず、手や顔の向きで表情を作っていた。
戸倉は当時の教育思想に則り、幼児の自発性を強調し、これを妨げぬよう動作の技術や技巧の指導にとらわれないよう注意を促している。こうした注意をしているのは、昭和初期の幼児の唱歌遊戯の指導が技術偏重で、子供の持つ大まかな味に乏しくのびのびとしていないと感じたからである。振り付けには次の3種類があると述べている。
1. 歌詞のままに表す - 例えば、手で花が咲く様子を表現すること[37]。
2. 歌から来る感じを表す - 感情を表現すること[37]。
3. 歌の登場人物の性格を表す - 登場人物になりきって表現すること[37]。

以上の振り付けを子供の自由な表現に任せるために、「単純な思想と内容とを持った動作の簡単な」教材を選択すべしとした。幼児が正確に踊ることよりも、音楽やリズムに合わせて体を動かし、その動作に感情を込めることが重要であると繰り返し主張し、幼児の代弁者として作品作りを続けた。1927年（昭和2年）から1943年（昭和18年）までに書物の形で発表した102点の作品を主題別に分類すると、最多は「人形」、「ブランコ」、「鬼ごっこ」など遊びに関するものの23点で、以下、自然現象に関するもの（22点）動物・虫に関するもの（16点）、植物に関するもの（14点）と続く。この題材選択は、「子供が生活や経験の中で触れたことがあるものではなければならない」という考えが反映されている。
終戦後、戸倉の幼児の遊戯に関する興味関心はさらに高まり、その作品教材集は30冊を超えている。

### 日本女子体育連盟の創設
戸倉は第2回国際女子体育会議（パリ）に出席し、いつかこの会議を日本に招致したいという思いを抱いて日本に帰国した。そのためにはまず、日本国内の女子体育の組織と研究を充実させる必要があると考え、1954年（昭和29年）8月に日本女子体育連盟を創立した。翌1955年（昭和30年）に役員を選出し、会長に戸倉、副会長に伊沢ヱイ、理事長に竹内菊枝が就任した。
続いて日本女子体育連盟は1954年（昭和29年）に卒業論文発表会と夏季女子体育講習会を開始し、『世界女子体育の動向』（1961年、NCID BA48711635）、『学校ダンスの指導法研究』（1962年、NCID BN12010539）、『女子体育の研究資料抄録』（1963年、NCID BA74432730）を立て続けに刊行した。1965年（昭和40年）には第1回全国女子体育研究大会を開催し1,200人の参加者を集め、1966年（昭和41年）11月15日には連盟が社団法人に認可された。こうして日本の女子体育界をまとめ上げ、国際女子体育会議東京大会の下地作りを整えたところで戸倉は病に伏し、大会の開催を見届けることなく死去した。
この間、国際女子体育会議には第3回（ロンドン、1957年）に5人、第4回（ワシントン、1961年）に15人、第5回（ケルン、1965年）に40人と日本人参加者が増えていった。戸倉はこのすべての会議に出席した。